# Ушишир (вулкан)
Ушишир - діючий вулкан на острові Янкіча (острови Ушишир) Великої Курильської гряди. Формування кальдери вулкана відбулося приблизно 9400 років тому. 
Кальдера діаметром 1,6 км та максимальною висотою 388 м зі зруйнованою південною стінкою заповнена водою (бухта Кратерна). У центрі бухти знаходяться два невеликі куполи андезитової лави. Два інших старіших куполи з'єднані мілиною з південно-східною стінкою кальдери.
На початку XXI століття фіксується сильна фумаральна та термальна активність.